# شیشه فلورید
شیشه فلورید طبقه‌ای از شیشه‌های نوری غیر اکسیدی است که متشکل از فلورید فلزات مختلف است. به خاطر ویسکوزیته پایین آن‌ها، اجتناب کامل از وقوع هر تبلوری در حین تبدیل به شیشه بسیار دشوار است؛ بنابراین اگر چه شیشه‌های فلورید فلزی سنگین (HMFG) تضعیف نوری بسیار پایینی دارند؛ اما علاوه بر اینکه ساخت آنها دشوار است، بسیار شکننده نیز هستند و مقاومت ضعیفی نسبت به رطوبت و دیگر حملات زیست‌محیطی دارند.
بهترین مشخصه شیشه‌های فلورید این است که آن‌ها گروه جذبی مربوط به گروه هیدروکسیل (۳٫۲–۳٫۶ میکرو متر) را ندارند که تقریباً در همه شیشه‌های مبتنی بر اکسید وجود دارد.

## ویژگی‌ها
شیشه‌های فلورید فلزی سنگین ابتدا برای کاربردهای فیبر نوری مورد استفاده قرار گرفتند، زیرا تلفات ذاتی یک فیبر نیمه فروسرخ کم‌تر از الیاف سیلیکا هستندکه تنها برای طول‌موج‌هایی کوتاه‌تر از ۲ میکرومتر است.
چنین خسارت‌های کم هرگز در عمل محقق نشد، و شکنندگی و هزینه بالای الیاف فلورید، آن‌ها را به عنوان کاندیداهای اصلی کم‌تر مطلوب ساخت. بعداً، کاربرد فیبر فلورید برای کاربردهای مختلف دیگر کشف شد.

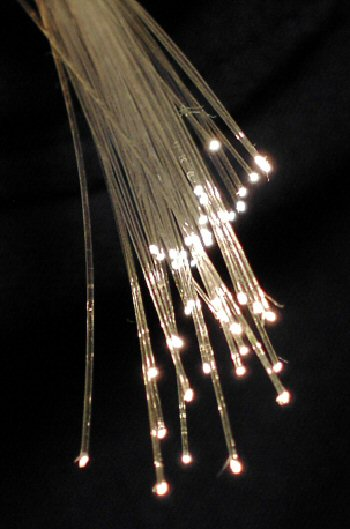
دسته ای از فیبرهای نوری

این کاربردها شامل طیف‌سنجی ناحیه نیمه فروسرخ، سنسورهای فیبر نوری، دما سنج‌ها و تصویربرداری می‌شوند. همچنین فیبرها می‌توانند برای انتقال امواج نور هدایت‌شده در رسانه‌ها مانند نارسنگ‌های آلومینیوم ایتریوم در لیزرهایی با ابعاد ۲٫۹ میکرومتر به عنوان کاربردهای مورد نیاز در پزشکی (به عنوان مثال در چشم‌پزشکی و دندان‌پزشکی) استفاده شوند.

## تولید شیشه‌های فلورید و انواع آنها
تولید برخی از شیشه‌های فلورید روی زمین به دلیل تبلور سریع آن‌ها مشکل است. تبلور در شرایط بی‌وزنی، به دلیل کاهش اثرات همرفت، کندتر است. شیشه‌های فلورید باید در یک فضای بسیار خشک فرآوری شود تا از تشکیل اکسی فلورید جلوگیری شود و منجر به شکل‌گیری سرامیک شیشه نشود.
شیشه فلورید معمولاً از روش جداسازی ذوب ساخته می‌شود. ابتدا محصولات خام در یک کوره پلاتینی می‌ریزند، سپس ذوب می‌شوند، در بالای ۹۰ درجه سانتی‌گراد قرار می‌گیرند و در قالب فلزی ریخته‌گری می‌شوند تا اطمینان حاصل شود که نرخ سرد شدن بالااست و باعث تشکیل شیشه می‌شود. در نهایت آن‌ها در کوره ذوب می‌شوند تا تنش‌های حرارتی ایجاد شده در طول فاز جداسازی را کاهش دهند. این فرایند منجر به تولید تکه‌های بزرگ شیشه‌های فلورید می‌شود.
شیشه فلورید می‌تواند به معنای یک شیشه اپتیکی اکسید شده با زیرکونیوم تترافلورید باشد.
شیشه فلوروفسفات ترکیبی از شیشه فلورید و شیشه فسفات است. شیشه‌های فلورید بر پایه زیرکونیوم فلورید یک دسته ای از شیشه‌های فلوروزیرکونات هستند. شیشه‌های ZBLANنیز به همین گروه تعلق دارند. شیشه‌های فلورید بر پایه آلومینیوم فلورید دسته ای از شیشه‌های فلوروآلومینات هستند.
تغلیظ پرازئودیمیم در شیشه فلورید، اجازه می‌دهد که به عنوان یک فیبر تک حالت تقویت‌کننده نوری استفاده شود.
عناصر نوری ساخته‌شده از کلسیم فلورید، به نام کریستالهای فلوریت در برخی لنزهای تله فوتو استفاده می‌شوند تا انحراف رنگی را تصحیح کنند. با این حال، این شیشه‌ها با شیشه‌هایی با پراکندگی کم جایگزین می‌شوند، که شاخص‌های شکست بالاتری، پایداری ابعادی بهترو شکنندگی پایین‌تر دارند. منیزیم فلورید در موج کوتاه فرابنفش و به عنوان یک پوشش ضد انعکاسی بکار می‌رود.

### ZBLAN
نمونه‌ای از یک شیشه فلورید فلزی سنگین، گروه شیشه‌ای ZBLAN است که از فلوریدهای زیرکونیوم، باریوم، لانتانیم و سدیم تشکیل شده است. این کاربرد تکنولوژیکی اصلی این مواد به عنوان یک موجبر نوری در قالب صفحه‌ای و فیبری ساخته می‌شود. آن‌ها به خصوص در محدوده نیمه فروسرخ (۲۰۰۰ تا ۵۰۰۰ نانومتر) مفید هستند.
به‌طور کلی ترکیب آن ۵۳ درصد زیرکونیم فلوئورید، ۲۰ درصد باریم فلوئورید، ۴ درصد لانتانیوم فلورید، ۳ درصد آلومینیوم فلورید و ۲۰ درصد سدیم فلورید است.
ZBLAN یک ماده واحد نیست بلکه طیفی از ترکیبات را دارد که بسیاری از آن‌ها هنوز آزمایش نشده‌اند.
هافنیوم فلورید به‌طور شیمیایی شبیه زیرکونیوم فلورید است و گاهی اوقات به جای آن مورد استفاده قرار می‌گیرد.
شیشه ZBLAN دارای یک پنجره انتقال نوری وسیع است که از ۰٫۲۲میکرومتر در فرابنفش تا ۷ میکرومتر در مادون‌قرمز گسترش می‌یابد.
ZBLAN دارای ضریب شکست کم (حدود ۱٫۵)، دمای انتقال شیشه‌ای نسبتاً کم (Tg) از ۲۶۰ تا ۳۰۰ درجه سانتی گراد، پراکندگی پایین و وابستگی دمای پایین و ضریب شکست منفی است.

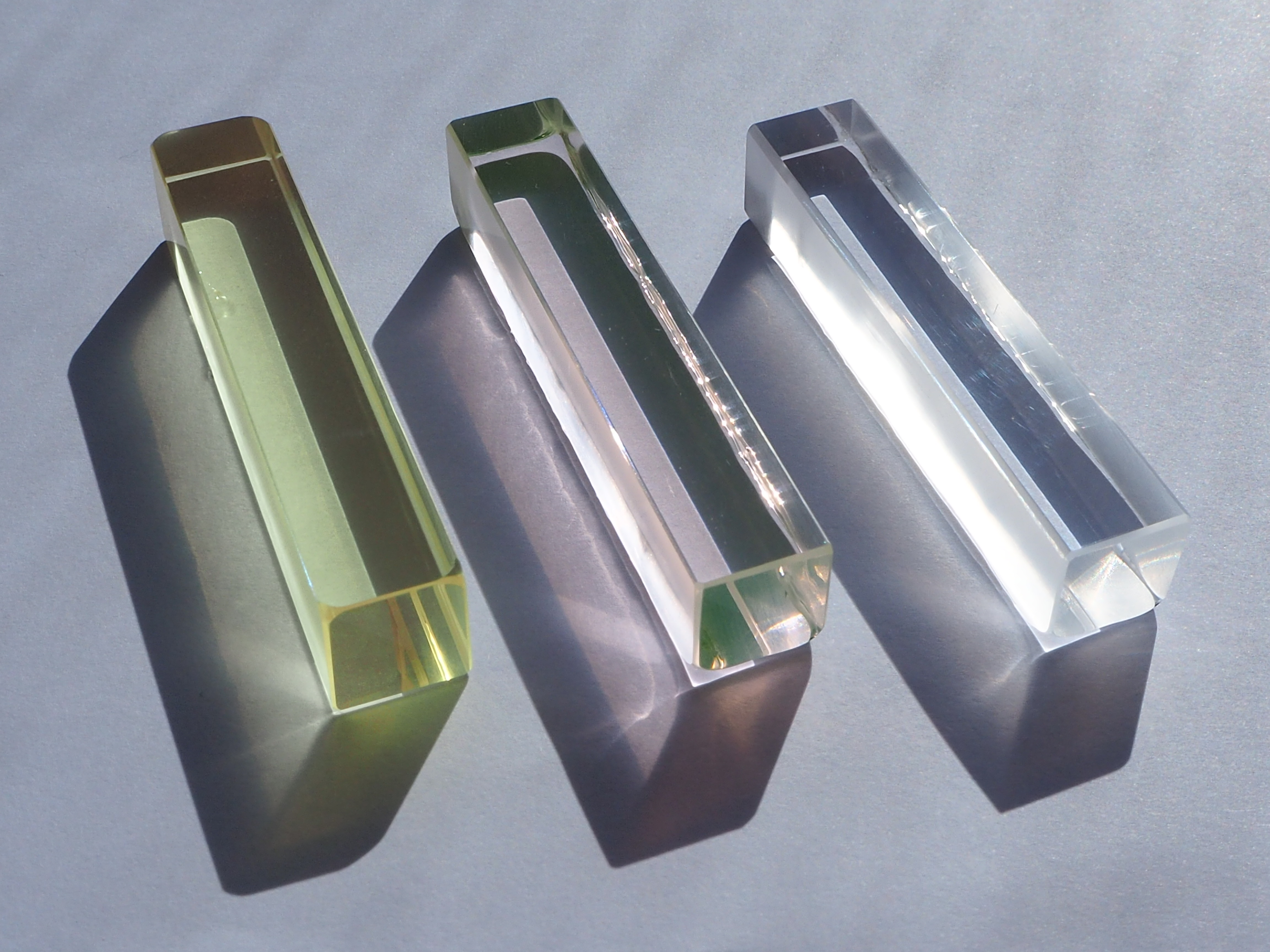
نمونه‌های شیشه‌ای ZBLAN که رنگ‌های مختلف با ترکیبات مختلف شیشه همخوانی دارند.

#### تاریخچه ZBLAN
اولین شیشه فلوروزیرکونات، یک کشف غیر مترقبه در ماه مارس توسط برادران پولین و همکارانش در دانشگاه رن در فرانسه بود.
آن‌ها در حالی که به دنبال بلورهای فلورید پیچیده و جدید بودند، قطعات غیرمنتظره‌ای از شیشه به دست آوردند. در اولین مرحله، این شیشه‌ها برای اهداف طیف‌سنجی مورد بررسی قرار گرفتند. تشکیل شیشه در سیستم سه تایی زیرکونیم فلورید، باریم فلورید و سدیم فلورید بررسی شد در حالی که فلورسنس‌های نئودیمیم در نمونه‌های چهارتایی زیرکونیم فلورید، باریم فلورید، سدیم فلورید و نئودیمیم فلورید مشخص شد.
ترکیب شیمیایی این شیشه براساس جانشینی ساده لانتانیوم در عوض نئودیمیم بسیار نزدیک به سبک کلاسیک ZBLAN بود. تحقیقات بیشتر منجر به پیشرفت‌های عمده‌ای شد.
ابتدا، فرآوری آمونیوم بی فلورید جایگزین روش آماده‌سازی اولیه بر اساس عملیات حرارتی فلوریدهای بی آب شد. این فرایند قبلاً توسط کی هوی سان یکی از پیشگامان شیشه های بریلیم فلورید مورد استفاده قرار گرفته بود. این روش مزایای قابل توجهی را ارایه می‌دهد: آماده‌سازی در فضای اتاق به این صورت است که زیرکونیم اکسید می‌تواند به عنوان ماده اولیه به جای زیرکونیوم فلورید خالص مورد استفاده قرار گیرد. که در این صورت زمان سنتز از ۱۵ ساعت به کم‌تر از یک ساعت کاهش می‌یابد و نمونه‌های بزرگ‌تر به دست می‌آیند.
یکی از مشکلاتی که با آن مواجه شدند تمایل واشیشه ای شدن به محض خنک کردن ذوب بود.
دومین شکست، کشف اثر تثبیت‌کننده آلومینیوم فلورید درشیشه‌های فلوروزیرکونات بود. برای افزایش پایداری شیشه و بهبود سایر خواص شیشه‌ای به سیستم‌های اولیه (فلوروزیرکونات) به عنوان تشکیل‌دهنده اصلی (بیشتر از ۱ / ۰ مول درصد) و اصلاح‌کننده اصلی (باریم فلورید)، فلورید فلزات (آلومینیوم فلورید و لانتانیوم فلورید) به عنوان عنصر سوم اضافه شدند.
سیستم‌های شبه سه تایی متفاوت (حاوی ۴ درصد مول آلومینیوم فلورید) مورد بررسی قرار گرفتند که منجر به تعریف ۷ نوع شیشه پایدار شد مانند ZBNA ZBLA ZBYA,ZBCA. که می‌توان آن‌ها را به عنوان نمونه‌های حجیم چند کیلوگرمی در نظر گرفت که بعدها منجر به ترکیب شیشه ZBLAN کلاسیک شد که شامل ترکیبی از ZBNA و ZBLA است.
توسعه بیشتر در روش آماده‌سازی، تولید در مقیاس بیشتر، بهبود فرایند تولید، ثبات مواد نشان داد جذب درونی برای الیاف ZBLAN بسیار پایین بود (حدود ۱۰ دسیبل بر کیلومتر) که می‌تواند منجر به اتلاف نوری بسیار کم در ناحیه نیمه-مادون‌قرمز شود. چنین فیبرهای نوری می‌تواند به یک راه‌حل فنی عالی برای انواع سیستم‌های ارتباط از راه دور، سیستم‌های حسی و کاربردهای دیگر تبدیل شود.